# Стрельба из лука на летних Олимпийских играх 1980

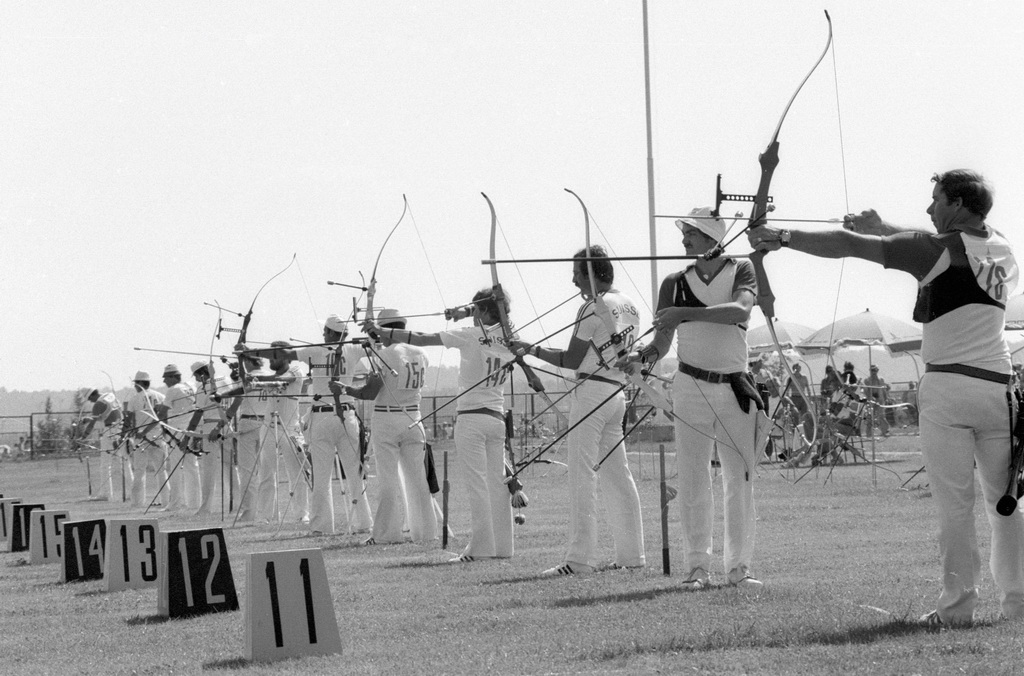
Соревнования

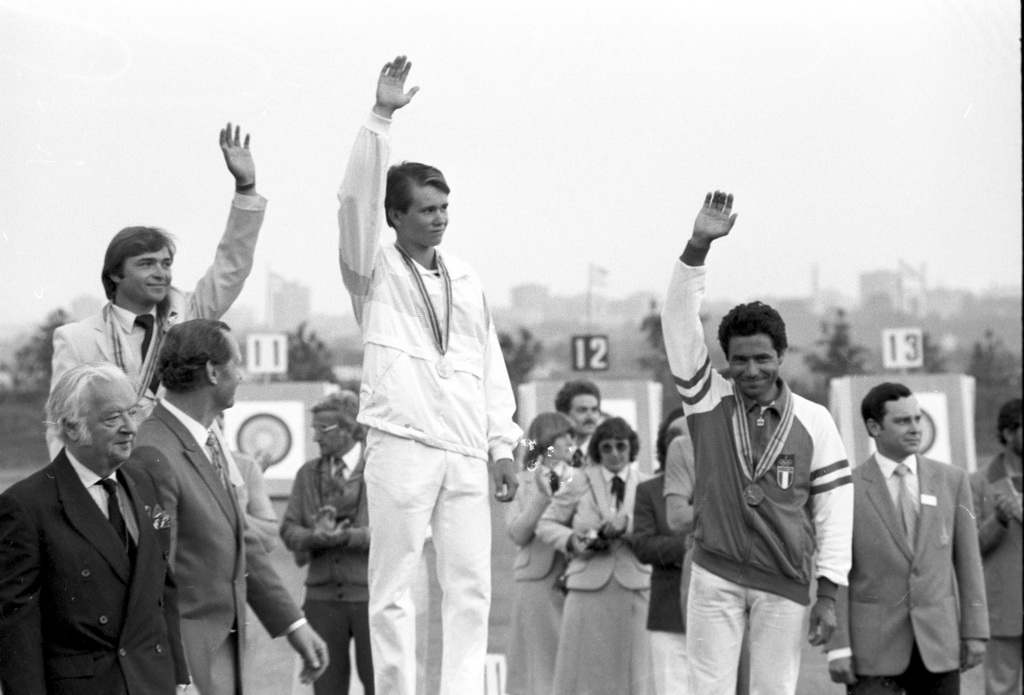
Церемония награждения соревнований мужчин, в центре — олимпийский чемпион Томи Пойколайнен

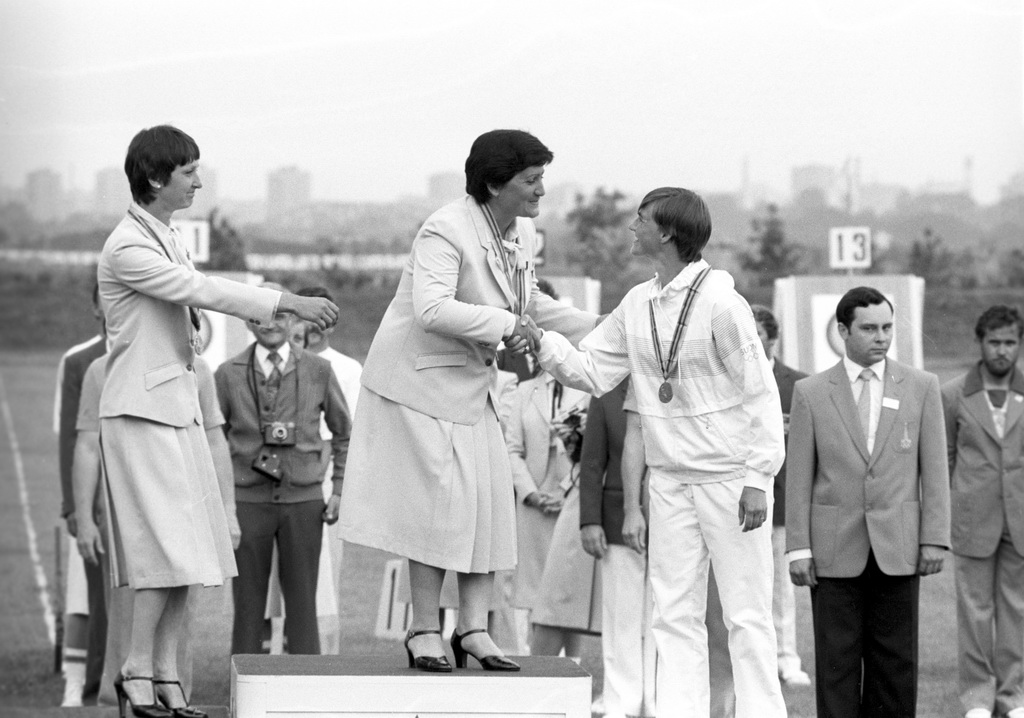
Олимпийская чемпионка Кетеван Лосаберидзе (в центре) во время церемонии награждения соревнований женщин

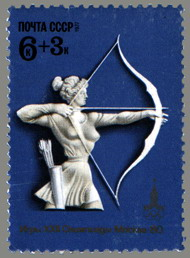
Почтовая марка

Соревнования по стрельбе из лука на летних Олимпийских играх 1980 года проходили с 30 июля по 2 августа 1980 года. Разыгрывались два комплекта медалей.
18-летний Томи Пойколайнен принёс Финляндии первое и пока единственное олимпийское золото в стрельбе из лука.
Кетеван Лосаберидзе выиграла единственное олимпийское золото в истории советской стрельбы из лука.
Московская Олимпиада остаётся последней, на которой чемпионкой в женском личном первенстве стала не китайская или южнокорейская спортсменка.
Если среди женщин все три спортсменки, показавшие лучший результат в первом раунде, остались в тройке призёров и по итогам второго, то у мужчин никто из лидировавших после первого раунда не смог выиграть в итоге медаль.
Если соревнования мужчин отличались упорной борьбой — разница между первым и пятым местом составила всего 9 очков, а 19 спортсменов проиграли чемпиону менее 100 очков, то у женщин чемпионка Лосаберидзе выиграла у занявшей 4-е место Зденки Падеветовой 86 очков.

## Медалисты
|                            | Золото                                | Серебро                          | Бронза                               |
| Мужчины; личное первенство | Томи Пойколайнен Финляндия 2455 очков | Борис Исаченко СССР 2452 очка    | Джанкарло Феррари Италия 2449 очков  |
| Женщины; личное первенство | Кетеван Лосаберидзе СССР 2491 очко    | Наталья Бутузова СССР 2477 очков | Пяйви Мерилуото Финляндия 2449 очков |